# Palazzo della Gioventù e dello Sport
Il Palazzo della Gioventù e dello Sport (in albanese Pallati i Rinise dhe Sporteve; in serbo Палата омладине и спорта?, Palata Omladine i Sporta, in precedenza denominata Boro e Ramiz) è un'arena coperta situata a Pristina suddivisa in due sale, un grande con capienza di 8 000 spettatori e una piccola con capienza di 3 000 spettatori. Ospita le partite casalinghe del K.B. Pristina.
La struttura fu progettata dall'architetto jugoslavo Živorad "Žika" Janković.

## Storia
Nel 1974, durante il sistema socialista in Kosovo, fu indetto un concorso di architettura a Pristina per costruire un grande centro sportivo a pochi metri dal centro della città. Cinque studi di architettura hanno presentato una proposta, oltre allo Skopje Faculty Architecture Institute, che ha realizzato altri due progetti. La giuria ha deciso di assegnare il primo premio a Živorad Janković, che ha guidato lo studio di architettura DOM insieme a Halid Muhasilovic e Srecko Espak.
Il Palazzo della Gioventù e dello Sport è stato originariamente chiamato "Boro e Ramiz" in onore dei partigiani jugoslavi della seconda guerra mondiale ed eroi popolari della Jugoslavia: Boro Vukmirovic e Ramiz Sadiku. Come tale il nome doveva simboleggiare la fratellanza e l'unità tra serbi e albanesi che costituivano la maggioranza della popolazione in Kosovo.
Nel 2000, la grande sala ha subito un incendio e da allora non è più stata utilizzata. Tuttavia, l'area minore è ancora attiva e nel 2014 ha ospitato l'ultima fase della Balkan International Basketball League 2013-2014.